# مسجد كاتابون
مسجد كاتابون (بالبنغالية: কাটাবন মসজিদ) في مدينة شاه باغ المحاذية للعاصمة دكا، هو مركز للدعوة الإسلامية في بنغلاديش، ويضم المسجد بعثة الدعوة في بنغلاديش (مسجد الدعوة بنغلاديش)، ويسمى رسميا باسم المجمع المركزي لمسجد الدعوة بنغلاديش، تأس المركز والمسجد خلال حكم اسرة نواب في دكا .

## مكونات المسجد
يضم المسجد مكتب أبحاث للاقتصاد الإسلامي الذي يعمل على تضافر القدرات الفكرية الاقتصادية الحديثة اليوم، ويضم مجموعة من الأكاديميين وطلاب الدراسات المصرفية والتمويل الإسلامي، المنظمات الإسلامية الأخرى مثل بروشار الإسلام ساميتي (جمعية دعوة الإسلام) وحزب التحرير بنغلاديش والمحررين الشباب تتبع للمركز.

## الخلافات
كانت هناك مطالبات لربط جماعة مركز الدعوة مع الجماعة الإسلامية البنجلاديشية، وقد شهد المسجد مظاهر احتجاجات لمسلمين اجتمعوا حول المسجد، في حين أن طلاب جامعة دكا المجاورة للمسجد والمركز قد احتجوا على الأنشطة التي أجريت في المسجد .

## وصلات خارجية
- موقع المسجد